# Временный совет Чеченской Республики
Временный совет Чеченской Республики (ВСЧР, Антидудаевская коалиция) — орган власти, оппозиционный президенту Джохару Дудаеву, признающий Чечню частью Российской Федерации и признаваемый ею, как единственный легитимный орган власти в Чечне.

## Состав
ВСЧР состоял из 19 человек.
Председатель — глава администрации Надтеречного района Умар Автурханов
Заместитель председателя — предприниматель Лечи Мусаев
Глава администрации — Зайнди Чолтаев (до июля 1992 г. — заместитель министра иностранных дел ЧР)
Командующий вооруженными силами (ополчением) ВСЧР — Бислан Гантамиров
Пресс-службу ВСЧР возглавлял публицист Руслан Мартагов

## История

### Политическая консолидация
ВСЧР создан в декабре 1993 г. на совещании лидеров оппозиции в Надтеречном р-не (единственный район Чечни, который не контролировался властями самопровозглашенной Ичкерии).
3-4 июня 1994 года Съезд народов Чечни (2056 депутатов), созванный ВСЧР в селении Знаменском Надтеречного района, выразил недоверие президенту Дудаеву и его администрации и утвердил Временный Совет, до проведения выборов «наделив его полномочиями высшего органа государственной власти».
30 июля ВСЧР принял Декрет о власти, которым провозгласил отстранение от должности президента Д. Дудаева и принял на себя «всю полноту государственной власти» в ЧР.
11 августа было объявлено о формировании Временного правительства ЧР (председатель — директор совхоза Али Алавдинов, вице-премьер — бывший функционер Шалинского райкома КПСС Бадруди Джамалханов).
Российское руководство фактически поддержало выступление ВСЧР (как представляется, с весны 1994 года вице-премьер РФ С. Шахрай и министр по делам национальностей Н. Егоров проводили в жизнь план свержения режима Д. Дудаева при помощи пророссийской оппозиции). 29 июля 1994 г. Правительство РФ заявило, что если правительство Дудаева в борьбе с оппозицией будет применять насилие, то российские власти будут вынуждены защитить права и жизни граждан РФ.

### Начало боевых действий
В июле-августе 1994 года оппозиционная группа бывшего городского главы Грозного Бислана Гантамирова установила контроль над г. Урус-Мартаном и основной территорией Урус-Мартановского района, а группа бывшего начальника охраны Дудаева Руслана Лабазанова — над г. Аргун. Одновременно в селении Толстой-Юрт Грозненского района возникла Миротворческая группа Руслана Хасбулатова, который, выступая в качестве руководителя миротворческой миссии, фактически поддерживал требования оппозиции.
29 августа на встрече лидеров оппозиционных групп (У. Автурханов, Р. Хасбулатов, Р. Лабазанов, Б. Гантамиров) в Надтеречном районе было решено объединить действия противников режима под эгидой ВСЧР. Командующим вооружёнными формированиями оппозиции стал Бислан Гантамиров.
В конце августа-сентябре 1994 г. формирования Временного Совета, созданные при содействии российских силовых структур (операцию по вооружению оппозиции курировали начальник Московского управления ФСК Е. Севастьянов и заместителя министра по делам национальностей РФ А. Котенков), начали военные действия против режима Дудаева.

### Первоначальный успех
Политолог Сергей Кургинян так описывает переломный момент, после которого силы чеченского ополчения оказались истощены и недостаточны:
(15 октября) Войска оппозиции с двух сторон вошли в Грозный, взяли под контроль несколько районов столицы и подошли к президентскому дворцу. Затем покинули город и вернулись на позиции в 40 км от Грозного. Военное командование Временного Совета заявило, что состоялась "генеральная репетиция свержения режима Дудаева".
19 октября войска Дудаева рассеяли отряд Б.Гантемирова и взяли под свой контроль с. Урус-Мартан.

Исследователь чеченского конфликта Гродненский Н. Г. в своей работе «Неоконченная война: История вооруженного конфликта в Чечне» фактически подтверждает версию о прямом дирижировании конфликтом из Москвы. Гродненский описывает картину военного превосходства сил чеченского ополчения (отрядов Лабазанова, Гантамирова, Автурханова и других военных руководителей ВСЧР) над силами дудаевцев по состоянию на октябрь 1994 года и непоследовательность действий антидудаевской оппозиции:
14 октября (1994 года) отряды оппозиции атаковали Грозный: Бислан Гантемиров — с юга, У. Автурханов и Р. Лабазанов — с севера. В результате штурма город был взят. Потери при этом составили — четверо убитых и семь человек ранеными! Фактически это была победа. Чтобы закрепить её, требовалось лишь поставить у власти в Чечне любого из оппозиционно настроенных Дудаеву чеченских политиков, пользовавшихся популярностью у народа. Вместо этого по прямому приказу из Москвы (до сих пор не известно, кто его отдал) отряды оппозиции Автурханова и Гантемирова срочно покинули столицу Чечни.
16 октября отряды оппозиции отступили на исходные рубежи — в села Знаменское и Гехи. Грозный был снова занят воспрянувшими духом дудаевцами.

### Решающее сражение
К ноябрю 1994 г. картина противостояния выглядела так: Дудаев и его сторонники прочно закрепились в Грозном, а оппозиция держала несколько плацдармов, пытаясь отрезать столицу от основной территории Чечни.
23-24 ноября 1994 г. формирования Временного Совета с участием завербованных при помощи ФСК РФ военнослужащих российской армии предприняли вторую (после "генеральной репетиции") попытку штурма Грозного (ноябрьский штурм Грозного), которая окончилась провалом из-за неподготовленности операции, неудачного командования и ожесточённого сопротивления, оказанного сторонниками Д. Дудаева.

Исследователь Николай Гродненский подтверждает свидетельство Кургиняна о том, что некие влиятельные силы в России заставили чеченское ополчение свести на нет результаты удачной попытки взятия Грозного. Поскольку брать Грозный чеченскому ополчению пришлось два раза, это истощило его силы, и запрограммировало разгром антидудаевской чеченской оппозиции, сделав неизбежным втягивание в конфликт регулярных вооружённых сил России. Гродненский описывает вторую, уже неудачную, попытку взятия Грозного в ноябре 1994 года так:
17 ноября (1994 года) Временный совет Чечни начал подготовку (нового) наступления на Грозный.
Всё указывало на тщательную и заблаговременную подготовку засады, а стало быть, и на соответствующую информированность дудаевской стороны.
Отряды оппозиции заняли здания департамента ГБ и МВД республики. Президентский дворец был захвачен отрядом Р. Лабазанова. К 16:30 бои в Грозном практически прекратились. В телеобращении к гражданам республики У. Автурханов заявил, что «власть в Чечне перешла в руки Верховного Совета», Тем не менее силам оппозиции, шедшим со стороны Толстой-Юрта, удалось добраться до Театральной площади (где она и зарождалась), однако, не доходя до площади Шейха Мансура, они попали в окружение; гантамировцы, вошедшие в Грозный со стороны Черноречья, в Заводском районе натолкнулись на отборных бойцов Абхазского батальона.
Оставшиеся без прикрытия пехоты, танки без особых проблем дошли до центра города, где вскоре были расстреляны из гранатомётов.

### Развязка
Провал штурма Грозного резко изменил ситуацию: стало очевидным участие военнослужащих российской армии во внутричеченском конфликте.
9 декабря 1994 г. Ельцин подписал указ «О мерах по пресечению деятельности незаконных вооруженных формирований на территории Чеченской Республики», таким образом, началась Первая Чеченская война.
23 марта 1995 Ельцин подписал Указ № 309 «О временных органах государственной власти в ЧР». Поскольку Комитет национального согласия ЧР (образование которого было «одобрено» 27 января) если и существовал, то лишь на бумаге, Ельцин в новом Указе постановил «поддержать решение Временного совета ЧР о создании Комитета национального согласия ЧР» в составе 45 человек (председатель — У. Автурханов) на базе Временного совета. Именно на этот орган президент возложил обязанность «искать пути достижения примирения» в Чечне, разработать проект ее конституции и провести в республике «свободные выборы».